# Багіров Мамед Мансурович
Багіров Мамед Мансурович (азерб. Bağırov Məmməd Mansur oğlu; 3 листопада 1942, с. Карамамедлі Кедабекський район, Азербайджан) — хірург-пульмонолог. Доктор медичних наук (1988), професор (1990). Лауреат Державної премії України в галузі науки і техніки (1997). Заслужений діяч науки і техніки України (2008).

## Біографія
У 1964 р. закінчив Азербайджанський державний медичний інститут ім. Н. Наріманова, працював хірургом у м. Кіровабад (1964—1968). 
З 1968 р. живе і працює в Україні. 
Протягом 1968—1972 рр. був аспірантом кафедри грудної хірургії Київського інституту вдосконалення лікарів (нині Національний університет охорони здоров'я України імені Платона Шупика), захистив кандидатську дисертацію на тему «Створення штучного стравоходу з товстої кишки після попередньої підготовки трансплантату» (1972). 
У 1972—1975 рр. працював ординатором і завідувачем відділенням торакальної хірургії Міської клінічної лікарні № 6 Києва, з 1975 по 1977 р. — ординатором Міського центру торакальної хірургії.
З 1977 по 1986 р. — асистент кафедри пульмонології Київського інституту вдосконалення лікарів, з 1986  по 1990 р. — доцент, з 1990 р. — професор цієї ж кафедри.
Захистив докторську дисертацію на тему «Хірургічне лікування захворювань трахеї» (1988).
З 1977 р. М. М. Багіров на кафедрі активно займається підготовкою торакальних хірургів, пульмонологів і бронхологів. Ним було вдосконалено й розроблено нові навчальні програми для циклів підготовки лікарів. Спільно зі співробітниками кафедри він видав методичні посібники та монографії з пульмонології й торакальної хірургії, також було розроблено комп'ютерну програму навчання лікарів.
Під керівництвом М. М. Багірова захищено 8 кандидатських і 2 докторські дисертації.

## Наукова діяльність
З 1968 р. М. М. Багіров активно займається реконструктивно-відновлювальною хірургією стравоходу. У зв'язку з високим відсотком ускладнень і випадків смерті внаслідок езофагопластики вчений експериментально дослідив методи покращання результатів операції шляхом попереднього тренування судинного русла майбутнього трансплантата. В результаті застосування нових підходів йому вдалося знизити післяопераційну смертність з 5 до 0 %. Паралельно з іншими розділами торакальної хірургії М. М. Багіров з 1971 р. займався реконструктивною трахеобронхіальною хірургією. Зокрема, було поставлено завдання покращити результати відновних операцій при поєднаних постінтубаційних і посттрахеостомічних стенозах гортані й трахеї. Оскільки операції, які проводилися раніше (механічне розширення, ларинготрахеотомія із введенням Т-подібної трубки, багатоетапна пластика, застосування ауто- і гомопластичних матеріалів) не давали бажаних результатів, М. М. Багіров спільно з професором О. М. Авіловою розробили принципово нові в хірургічній практиці методи одномоментних реконструктивних операцій при трахеогортанній локалізації пошкоджень. До них належать нові фігурні види трахеогортанної пластики, циркулярно-клаптева трахеогортанна пластика, дерматопластика після розширеної резекції трахеї. На всі вказані види операцій отримано патенти й авторські посвідчення. Завдяки новим розробкам клініка має пріоритет у медичній практиці. М. М. Багіровим також розроблено нові варіанти операцій на трахеї, її біфуркації, а також на бронхах, грудній стінці, стравоході. Розроблено нові медичні підходи при стенозі трахеї із загрозою асфіксії.
Професор М. М. Багіров є одним із провідних спеціалістів у світі в сфері реконструктивної торакальної хірургії. Його досягнення відображено у більш ніж 300 наукових працях, опублікованих у вітчизняних і зарубіжних виданнях. Ним видано 6 монографій, отримано 24 авторські посвідчення і патенти на нові методи діагностики та лікування захворювань органів дихання й травлення.

## Нагороди та відзнаки
Результати наукових досліджень відзначено Європейською асоціацією кардіоторакальних хірургів. М. М. Багірова також було нагороджено почесними грамотами МОЗ України. У 1997 р. за наукове розроблення і створення пульмонологічної допомоги в Україні йому присуджено Державної премії України в галузі науки і техніки, а в 2008 р. — почесне звання заслуженого діяча науки і техніки України. 
М. М. Багіров є членом Європейської асоціації кардіоторакальних хірургів, Європейської асоціації торакальних хірургів, Американської асоціації торакальних хірургів, Європейського респіраторного товариства.
У 1998—1999 рр. Американське й Англійське біографічні товариства назвали його одним із 100 найкращих лікарів світу. У 2012 р. М. М. Багірова нагороджено золотою медаллю Американського біографічного інституту.